# Septimanija
Septimanija je bila zapadna regija rimske provincije Narbonske Galije koja je 462. godine prešla pod vizigotsku kontrolu, nakon što je bila predana njihovom kralju, Teodoriku II. Pod Vizigotima, ovo područje je bilo poznato kao „Galija“ ili „Narbonensis“. Obuhvaćala je otprilike teritorij današnje moderne francuske regije Languedoc-Roussillon. U 8. stoljeću na kratko je potpala pod vlast Kordopskog emirata, da bi je ubrzo ponovo osvojili Franci i na tom mjestu osnovali Gotsku marku, koja se još nazivala i Gotija (lat. Gothia).
Septimanija je bila marka Karolinškog Carstva, a onda i zapadne Francuske sve do 13. stoljeća, iako je kulturno i politički bila odvojena od sjeverne Francuske i središnje kraljevske vlasti. Regija je bila pod utjecajem Toulousea, Provence i Katalonije. Bila je dio kulturne i jezične regije Oksitanije i konačno je potpala pod kontrolu Francuske nakon Katarskog križarskog rata. Od kraja 13. stoljeća ova regija je bio poznata pod imenom Languedoc i njena povijest je tijesno vezana za povijest Francuske.
Ime Septimanija vjerojatno potječe od dijela latinskog imena grada Béziersa (Colonia Julia Septimanorum Beaterrae), koja je dobila ime po naselju veterana rimske VII. legije u samom gradu. Druga moguća teorija o nastanku imena je u vezi sa sedam gradova koji se nalaze na njenom teritoriju: Béziers, Elne, Agde, Narbonne, Lodève, Maguelonne i Nîmes.